# Vidovice
Vidovice – wieś w Bośni i Hercegowinie, w Federacji Bośni i Hercegowiny, w kantonie posawskim, w gminie Orašje. W 2013 roku liczyła 1678 mieszkańców, z czego większość stanowili Chorwaci.